# Cooköarna i olympiska sommarspelen 2024
Cooköarna deltog med en trupp på två idrottare vid de olympiska sommarspelen 2024 i Paris som hölls mellan den 24 juli och 11 augusti 2024. Det var tionde raka sommar-OS som Cooköarna deltog vid. Ingen av landets deltagare erövrade någon medalj.

## Friidrott
Förkortningar
- Notera– Placeringar avser endast det specifika heatet.
- Q = Tog sig vidare till nästa omgång
- q = Tog sig vidare till nästa omgång som den snabbaste förloraren eller, i teknikgrenarna, genom placering utan att nå kvalgränsen
- i.u. = Omgången fanns inte i grenen
- Bye = Idrottaren behövde inte tävla i omgången

Gång- och löpgrenar
| Idrottare    | Gren            | Heat  | Heat      | Återkval | Återkval  | Semifinal | Semifinal | Final | Final     |
| Idrottare    | Gren            | Tid   | Placering | Tid      | Placering | Tid       | Placering | Tid   | Placering |
| ------------ | --------------- | ----- | --------- | -------- | --------- | --------- | --------- | ----- | --------- |
| Alex Beddoes | Herrarnas 800 m | 0DNS0 | 0DNS0     | 0DNS0    | 0DNS0     | 0DNS0     | 0DNS0     | 0DNS0 | 0DNS0     |

## Simning
| Idrottare        | Gren                    | Heat    | Heat      | Semifinal        | Semifinal        | Final            | Final            |
| Idrottare        | Gren                    | Tid     | Placering | Tid              | Placering        | Tid              | Placering        |
| ---------------- | ----------------------- | ------- | --------- | ---------------- | ---------------- | ---------------- | ---------------- |
| Lanihei Connolly | Damernas 100 m bröstsim | 1.10,45 | 32        | Gick inte vidare | Gick inte vidare | Gick inte vidare | Gick inte vidare |